# Svenska Baptistsamfundet
Svenska Baptistsamfundet var ett kristet trossamfund som grundades 1857. Sedan det genom beslut 2011 tillsammans med Svenska Missionskyrkan och Metodistkyrkan i Sverige bildat Equmeniakyrkan har i princip all verksamhet övertagits av den nya kyrkan. Svenska Baptistsamfundet var den äldsta svenska frikyrkan och en del av den internationella baptismen.

## Identitet och vision
Baptistsamfundet beskrev sig själv som: Svenska Baptistsamfundet är ett kristet trossamfund, en gemenskap av självständiga lokala församlingar, som bekänner Jesus Kristus som Guds son och Frälsare i enlighet med Bibeln.  
Baptistsamfundet hade en vision, som antogs av Allmänna konferensen 2004: Att söka Guds vilja med våra liv och leva så att alla finner en personlig relation till Gud genom Jesus Kristus och med Andens hjälp bryta upp från de krafter som utnyttjar och bryter ner människor och förstör jorden.

## Verksamhet
Baptistsamfundet hade 16 609 medlemmar i 192 församlingar vid utgången av 2011. Det bedrev missionsverksamhet i Kongo-Kinshasa, Ukraina, Azerbajdzjan, Turkmenistan, Vitryssland, Litauen, Thailand, Japan och Albanien.
Samfundet hade goda ekumeniska kontakter med ett flertal andra samfund och en majoritet av medlemmarna finns i de 89 församlingar som förutom Baptistsamfundet också är anslutna till ett eller flera andra samfund, oftast Svenska Missionskyrkan eller Evangeliska Frikyrkan. Tillsammans med Missionskyrkan bedrev man också Teologiska Högskolan, Stockholm. Samfundet använder den ekumeniska psalmboken Psalmer och Sånger och den ekumeniska kyrkohandboken Gudstjänstboken.
Under ett antal år hade diskussioner förts om ett närmande eller samgående med Svenska Missionskyrkan och Metodistkyrkan i Sverige. Ett tydligt led i de strävandena var när de tre kyrkosamfunden höll sina årskonferenser gemensamt i Göteborg i juni 2008 (Göteborgsmötet). De tre samfunden antog en avsiktsförklaring om att skapa ett nytt gemensamt kyrkosamfund. Göteborgsmötet blev också startpunkten för Equmenia, en ny gemensam ungdomsorganisation som ersätter de tre samfundens ungdomsförbund på riksplanet. Den nya kyrkan bildades den 4 juni 2011, ursprungligen under arbetsnamnet Gemensam framtid (GF-kyrkan), men gavs den 11 maj 2013 namnet Equmeniakyrkan. Flera Baptistförsamlingar har istället anslutet sig till samfundet EFK, eller till både EFK och Equmeniakyrkan. 
På egen hand hade Baptistsamfundet två folkhögskolor (Sjöviks folkhögskola och Betel folkhögskola), var huvudman för Brommadialogen och hade introducerat Naturlig församlingsutveckling (NFU) i Sverige. Baptistsamfundet var delägare i bokförlaget Libris, och liten ägare i Berling Media.
Svenska Baptistsamfundet hade en stark tillhörighet i den internationella baptismen, och var engagerade i de internationella baptistorganisationerna Baptisternas Världsallians och Europeiska Baptistfederationen.  Av historiska skäl är baptister ofta engagerade för religionsfrihet och argumenterar till exempel ofta för att moskéer ska få byggas i Sverige.
Samfundet hade en demokratisk uppbyggnad, och högsta beslutande organ var Allmänna konferensen, dit samtliga anslutna församlingar hade rätt att skicka ombud. Allmänna konferensen valde styrelse och utsåg den högsta tjänstemannen, som kallades missionsföreståndare. De sista missionsföreståndarna var Karin Wiborn, och Sören Carlsvärd.
Samfundet tog emot statsbidrag genom Samarbetsnämnden för statsbidrag till trossamfund (SST), men finansierades framför allt genom frivilliga gåvor från medlemmarna.

## Historia
Se även Baptism.

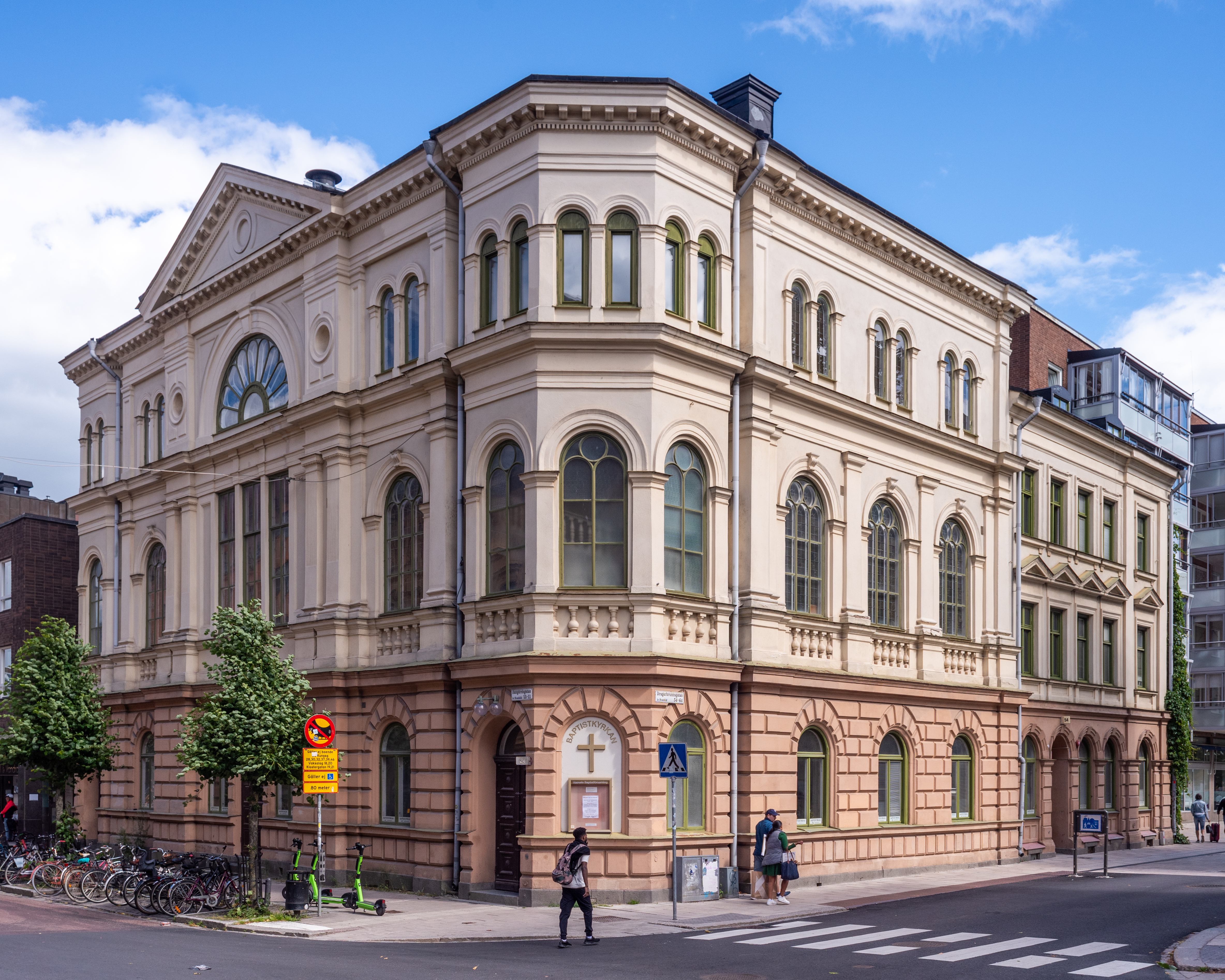
Uppsala baptistkyrka som invigdes 1886.

Anders Wiberg var en av de ledare som arbetade för att bilda Svenska Baptistsamfundet, vilket skedde 1857.
Svenska baptisternas missionsverksamhet (så kallad yttre mission) började 1881 i Spanien, följt av Kina 1891, Kongo-Kinshasa 1892. Andra länder var Ukraina, Azerbajdzjan, Turkmenistan, Vitryssland, Litauen, Thailand, Japan och Albanien.
I början av 1900-talet uppstod konflikter kring den nya karismatiska väckelsen inom samfundet, vilket slutade med att samfundet (Stockholms distriktförening av baptistförsamlingar) 1913 uteslöt Stockholms sjunde baptistförsamling, Filadelfia. Filadelfia utvecklades vidare under Lewi Pethrus ledning till den svenska pingströrelsen.
Under 1930-talet uppstod en ny konflikt som slutade med att samfundet splittrades i två, i och med att Örebromissionen bröt sig ur 1934.
Trots den tidiga förföljelsen och splittringen enligt ovan, så växte rörelsen och när Baptistsamfundet var som störst 1934 hade det över 68 000 medlemmar.
Baptistsamfundet var ett av de första samfunden i Sverige att ordinera kvinnliga pastorer och först med att utse en kvinnlig samfundsledare (missionsföreståndare).

### Missionsföreståndare
| Namn               | Tjänstgöringstid |
| ------------------ | ---------------- |
| Hjalmar Danielsson | 1932-1949        |
| Erik Rudén         | 1955-1959        |
| Simon Öberg        | 1959-1965        |
| Erik Rudén         | 1965-1972        |
| David Lagergren    | 1972-1984        |
| Birgit Karlsson    | 1984-1995        |
| Sven Lindström     | 1995-2003        |
| Karin Wiborn       | 2003-2011        |
| Sören Carlsvärd    | 2012             |

## Närstående organisationer
- Equmenia
- Svenska Baptisternas Ungdomsförbund (SBUF)
- Svenska Baptisternas Kvinnoförbund (SBKF)
- Svenska Baptisternas Sångarförbund (SBS)

## Utbildningar
- Teologiska Högskolan i Stockholm (THS)
- Betel folkhögskola
- Sjöviks folkhögskola
- International Baptist Theological Seminary of the European Baptist Federation (IBTS) genom Europeiska Baptistfederationen